# 328
328 је била преступна година.

## Догађаји

### Мај
- 9. мај – Свети Атанасије је изабран за Александријског патријарха након смрти патријарха Александра I.

### Јул
- 5. јул – Константинов мост, изграђен преко Дунава између Сукидаве (Корабија, Румунија) и Ескуса (Гиген, Бугарска), званично је отворио римски архитекта Теофил Патриције.

### Децембар
- 7. децембар – Умро је лахмидски краљ Имру ел Кајс ибн Амр. Његов епитаф, натпис из Намаре, важан је извор за арапски језик.

## Смрти
- Александар Александријски
- Имру ел Кајс ибн Амр